# موجو (کمیک)
موجو (به انگلیسی: Mojo) یک شخصیت تخیلی و ابرتبه‌کارانه در کتاب‌های کامیک می‌باشد. این کاراکتر به دست ان نوسنتی و آرت آدامز خلق شده و در کم احتمال شماره ۴ام (دسامبر ۱۹۸۵) معرفی شد.
جدا از کتاب‌های کامیک، شرکت مارول از موجو در دیگر کالاهای خود از جمله پوشاک، اسباب‌بازی، ورق بازی، انیمیشن‌های تلویزیونی و بازی‌های رایانه‌ای استفاده کرده است.
این شخصیت همدست مارپیچ و دشمن خونی بردهٔ فرار خود، کم احتمال است.
موجو یک "بی‌مهره"، یک نژاد فضایی، است که بدون فناوری پیشرفته توانایی حرکت ندارد. وی یک برده‌دار و فرمانروای دنیای موجو، جهانی که در آن مردمش به برنامه‌های تلویزیونی گلادیاتور مانند معتاد هستند، می‌باشد. این شخصیت یک نقیضه هیچ‌انگاری از مدیران شبکه‌های تلویزیونی است که نتیجه تأثیرات آثار مارشال مک‌لوهان، نوآم چامسکی و والتر لیپمن بر روی نویسندهٔ آن، نوسنتی، بود.